# NHK・民放連共同ラジオキャンペーン in 北海道 「キタラジ」
『NHK・民放連共同ラジオキャンペーン in 北海道 「キタラジ」』（エヌエイチケイ・みんぽうれんきょうどうラジオキャンペーン イン ほっかいどう キタラジ）は、2015年7月31日から2016年3月31日にかけて行われた「NHK・民放連共同ラジオキャンペーン」の第5弾。

## 概要
北海道に放送エリアを置く民放ラジオ局4社（HBCラジオ、STVラジオ、エフエム北海道、FM NORTH WAVE）とNHK札幌放送局によるキャンペーン。日本放送協会と日本民間放送連盟加盟のラジオ局が垣根を越えて行うラジオの周知を目的に行うキャンペーン。「中高生の夢を応援」をテーマとして、各局の独自番組や共同制作の特別番組を制作した。
なお、エフエム・ノースウェーブは同キャンペーンに合わせ、同局の開局記念日にあたる8月1日にradikoおよびradikoプレミアムの配信を開始した。
- 主催：日本放送協会、日本民間放送連盟
- 参加放送局：NHK札幌放送局、北海道放送（HBCラジオ）、STVラジオ、FM北海道（AIR-G'）、FMノースウェーブ[1]
- キャンペーンPR大使（キタラジ大使）：平成ノブシコブシ、モーニング娘。'15/16、MACO[1]
- キャンペーンソング：MACO 「SHINY STARS」
- キャンペーン期間：2015年7月31日 - 2016年3月31日
- キャッチフレーズ：「夢に向かって キタ!キタ!キタラジ!」

## キタラジサポーター
放送局毎の代表パーソナリティとして各局から1名ずつ選出。
- NHK札幌：松岡忠幸（当時NHK札幌放送局アナウンサー）[1]
- STVラジオ：藤井孝太郎（札幌テレビ放送アナウンサー）[1]
- HBCラジオ：金井憧れ（当時北海道放送アナウンサー）[1]
- AIR-G'：DJ龍太（パーソナリティ）[1]
- FMノースウェーブ：DJヤマタ（パーソナリティ）[1]

## ジングル
「キタラジ」オリジナルジングルとして、札幌市発祥のバーチャルアイドル・初音ミクを起用したジングルを制作。キャンペーン開始より一足早い2015年7月15日より参加するラジオ局で放送された。また、下記の「キタラジ」関連番組のオープニング（タイトルコール前）にも、ジャンクションとして初音ミクのジングルが流された。
また、9月からはキャンペーン参加放送局の番組にゲスト出演した歌手等を「キタラジフレンズ」に認定し、企画ジングルの中で認定ゲストがラジオに関する思いを述べるメッセージが放送された。また、キャンペーン公式サイトでもキタラジフレンズ認定ゲストからのメッセージボードを掲載した。

## イベント
「キタラジ」キックオフイベント&公開記者発表（2015年7月31日 サッポロファクトリーアトリウム）
- キャンペーン開始に合わせた、PR大使・各局サポーターが出演してのキャンペーン発表イベント。ステージの模様はUSTREAMで配信された。
- 出演：平成ノブシコブシ、譜久村聖・佐藤優樹（モーニング娘。'15）、MACO、松岡忠幸、藤井孝太郎、金井憧れ、DJ龍太、DJヤマタ

キタラジ!フェスティバル in サッポロファクトリー（2015年11月22 - 23日 サッポロファクトリーアトリウム）
キャンペーン参加各局による公開録音・ミニライブといったステージイベントやIPサイマルラジオアプリ「Radiko」「らじる★らじる」ダウンロード者を対象とした抽選会、ラジオに関するアンケートでラジオの楽しさ・面白さを伝えるイベント。
ステージイベント内容（カッコ内は出演者）
- 11月21日
  - HBCラジオ「キタラジ!女子会」（大栗麻未、金井憧れ、金城茉里奈）
  - NHKイケボコンテスト（司会：松岡忠幸 ゲスト：「キタラジ!イケボコンテスト」優秀者3名（声のみ出演））
  - STVラジオ「藤岡みなみのおささらナイト in キタラジ」トーク&ライブ（藤岡みなみ、藤井孝太郎）
  - AIR-G'「キタラジ〜てぃ〜あ〜る学園祭 目指せ FINAL STAGE」公開録音（司会：DJ龍太 ゲスト：札幌市立平岡中学校スクールバンド、札幌市立琴似中学校ダンス部）
  - FM NORTH WAVE「ボロドンバーン」公開録音（THE BOYS&GIRLS）
  - キタラジサポーター集合!公開録音（松岡忠幸、藤井孝太郎、金井憧れ、DJ龍太、DJヤマタ）

- 11月22日
  - キタラジプレゼンツ!アニラジ コラボスペシャル!（松岡忠幸、藤井孝太郎、MAYU、前田幸、DJヤマタ）
  - STVラジオ「ログイン!よる☆PA公開録音 キタラジスクールラボ スペシャル」（藤井孝太郎）
  - FM NORTH WAVE 「Softly スペシャルTALK&LIVE」（司会：DJヤマタ ゲスト：Softly）
  - AIR-G' ANI-ON! 公開録音「瀧波ユカリ×ANI-ON!×出張アフタヌーン編集部 SP対談」（司会：前田幸 ゲスト：瀧波ユカリ、北嶌徹（月刊アフタヌーン副編集長））
  - HBC「キタラジ!sports」ステージ（司会：金井憧れ、管野暢昭 ゲスト：松島良豪（レバンガ北海道））
  - NHK「2015年輝いたTEEN'S大集合!」（ゲスト：札幌山の手高等学校合唱部、札幌市立陵北中学校・坂口琳華、札幌市立北野中学校・池田韻羽、ダンスチーム・スイッチJK's）

キタラジ!ファイナル（2016年1月14日 札幌市教育文化会館大ホール）
キタラジ公式サイトで募集した観客1000名を無料招待してのキャンペーンの最後を飾るイベント。各放送局ごとの企画ステージを中心に、学生パフォーマンスなどを展開。
ステージイベント内容（カッコ内は出演者）
- オープニング（札幌市立平岡中学校スクールバンド、モーニング娘。'16、MACO、松岡忠幸、藤井孝太郎、金井憧れ、DJ龍太、DJヤマタ）
- ビデオメッセージ（平成ノブシコブシ）
- AIR-G'「キタラジ〜てぃ〜あ〜る学園祭」（司会：DJ龍太 ゲスト：札幌市立平岡中学校スクールバンド、札幌市立琴似中学校ダンス部）
- NHK「キタラジ!イケボコンテスト」（司会：松岡忠幸 ゲスト：飯窪春菜・小田さくら・佐藤優樹（モーニング娘。'16））
- MACOミニライブ
- HBCラジオ「キタラジ!sports」（司会：金井憧れ ゲスト：MACO、Whitea（レバンガ北海道専属フリースタイルバスケットボーラー）、佐々木優弥（フリースタイルバスケットボーラー））
- FM NORTH WAVE「キタラジ!〜Talk About Our Future」（司会：DJヤマタ ゲスト：言×THE ANSWER）
- STVラジオ「キタラジ!スクールラボ」（司会：藤井孝太郎 ゲスト：MACO）
- モーニング娘。'16ミニライブ
- エンディング（出演者全員）

## 関連番組・企画

### 特別番組
- キタ!キタ!キタラジ
  - キタラジサポーターの松岡と金井による司会、キタラジ大使の平成ノブシコブシ、モーニング娘。'15の佐藤優樹・譜久村聖、MACOのゲスト出演によるキックオフ特番。キタラジの概要紹介とともにトークを行った。各局のキタラジ企画紹介時には、松岡・金井以外の3局サポーターもコメントで企画紹介を行った。
  - 放送時間
    - AIR-G'：8月9日 19:00 - 20:00
    - FMノースウェーブ：8月9日 21:00 - 22:00
    - NHK-FM：8月10日 18:00 - 18:50（北海道ローカル）・12月29日9:20 - 10:00（全国放送）
    - HBCラジオ：8月9日 20:00 - 21:00
    - STVラジオ：8月10日（9日深夜） 0:00 - 1:00
- キタラジ!フェスティバル
  - 2015年11月21日にサッポロファクトリーアトリウムで開催された「キタラジ!フェスティバル in サッポロファクトリー」1日目で行われた「キタラジサポーター集合!公開録音」の様子とキタラジ大使のモーニング娘。'15佐藤優樹・石田亜佑美、平成ノブシコブシからのメッセージを放送。
  - 放送時間
    - AIR-G'：12月6日 19:00 - 20:00
    - NHKラジオ第1（北海道ローカル）：12月8日 21:05 - 21:55
    - STVラジオ：12月9日 20:40 - 21:40（藤井孝太郎のログイン!よる☆PA内）
    - HBCラジオ：12月13日 13:00 - 14:00
    - FMノースウェーブ：12月13日 19:00 - 20:00
    - NHK-FM：12月30日9:20 - 10:00（全国放送）
- キタラジ!ファイナル
  - 2016年1月14日に札幌市教育文化会館で行われたファイナルイベント「キタラジ!ファイナル」の様子をダイジェストで放送。
  - 放送時間
    - NHK-FM（北海道ローカル）：1月29日18:00 - 18:50
    - HBCラジオ：1月30日14:00 - 15:00
    - AIR-G'：1月31日19:00 - 20:00
    - FMノースウェーブ：1月31日20:00 - 21:00
    - STVラジオ：2月3日20:40 - 21:40（藤井孝太郎のログイン!よる☆PA内）
    - NHKラジオ第一（全国放送）：2月11日17:05 - 17:55（『北海道から、夢に向かってキタ!キタ!キタラジ! 「トークスペシャル ファイナル編」』として放送）

### オリジナル企画
- キタラジ!イケボコンテスト（NHK札幌、2015年10月8日 - 11月26日 ラジオ第1北海道ローカル『北海道まるごとラジオ』内で放送）
  - テーマ：君の声でリスナー胸きゅん
  - 出演：松岡忠幸
  - 内容：男女を問わず、リスナーからイケメンボイス「イケボ」を募集・紹介する。キャンペーンキャッチフレーズ「夢に向かって キタ!キタ!キタラジ!」を含む15秒以内のボイスをNHKの動画・写真投稿サービス「NHKスクープBOX」を通じて投稿し応募を受け付けた。応募は北海道内外を問わず誰でも可能としが、北海道内の10代からの投稿を優先して選考された。また、投稿作品はYoutubeのキタラジ公式チャンネルにもアップロードされる。このコーナーで紹介された32名の中から選ばれた選抜4名は11月21日の「キタラジ!フェスティバル」内のステージイベントに声のみで出演し観客やパーソナリティから出されたアイデアでキャラクター像を設定し、2016年1月11日に札幌放送局から全国放送のNHK-FM『今日は一日“イケボ”三昧』にてプロ声優・草尾毅と共演し特訓を受けた。
  - キタラジキャンペーン後の2016年11月には「輝け未来のイケボスター」として本企画同様に一般参加のボイスコンテスト企画を実施。男女2種ずつ・小動物1種の計5種のキャラクターイメージのシルエットをテーマとして30秒以内のボイス音声・動画を特設フォームから受け付け、2017年3月30日に千歳市民文化センターにて選抜者10名とゲストにプロ声優の野島健児・野水伊織、キタラジPR大使を担当したモーニング娘。'17の飯窪春菜・佐藤優樹・小田さくら、司会にオタクアナウンサーとして知られる塩澤大輔アナウンサーを迎え決勝大会イベント「輝け未来のイケボスター イケボフェスティバル」を開催しイベントの模様は4月29日22:00 - 23:00にNHK-FM北海道ローカルで放送。
- キタラジ!sports（HBCラジオ、2015年10月3日 - 12月26日 土曜 23:20 - 23:30）
  - テーマ：Sportsに魂を焦がすキミを応援
  - 出演：金井憧れ
  - 内容：スポーツに情熱を注ぐ若者にスポットをあてる番組。
- キタラジ!スクールラボ（STVラジオ、2015年10月7日 - 2016年3月23日 『藤井孝太郎のログイン!よる☆PA』内で放送）
  - テーマ：高校生のリアリティが聞こえる!
  - 出演：藤井孝太郎
  - 内容：高校内で何かの楽しい実験を行っての録音を取り上げる、高校生の生音・生声あふれるバラエティ。部活動や委員会の部室や更衣室に録音機器を置いて、学生達のみでのトークを収録し抜粋して放送する。
- キタラジ〜てぃ〜あ〜る学園祭 目指せ FINAL STAGE（AIR-G'、2015年9月7日 - 11月23日 月曜20:30 - 20:40『GTR』内で放送）
  - テーマ：目指せ FINAL STAGE
  - 出演：DJ龍太
  - 内容：小中高生を対象に、ミュージシャンやラジオパーソナリティ等の志望者を募集する。優秀者はキタラジのイベントステージでのパフォーマンスも予定される。
- キタラジ!〜Talk About Our Future（FM NORTH WAVE、2015年10月1日 - 12月24日 木曜20:50 - 21:00）
  - 出演者：DJヤマタ
  - 内容：若き表現者を自薦・他薦問わずリスナーから募集し、表現者の素顔に迫り学生のあらゆる表現を応援するトークセッション番組。